# Antonio Sacchini
Pour les articles homonymes, voir Sacchini (homonymie).
Antonio Maria Gasparo Sacchini (né à Florence le 14 juin 1730 et mort à Paris le 6 octobre 1786) est un compositeur italien de l'école napolitaine.

## Biographie
Né à Florence, Sacchini passa son enfance près de Naples. Le hasard ayant conduit le compositeur Francesco Durante à Pouzzoles, le maître entendit des airs populaires par le jeune Sacchini et fut si satisfait de la justesse de ses intonations et de son intelligence animée qu'il le demanda à sa famille et le fit entrer au conservatoire de Sant'Onofrio ou, selon Piccinni, au conservatoire de Santa Maria di Loreto que Durante dirigeait depuis 1742. Sous sa direction, il étudia le clavecin, l'orgue et la composition et son maître prédit qu'il serait le meilleur compositeur du siècle.
Il commença sa carrière à Padoue et la poursuivit à Rome, à Venise et à Stuttgart et Munich en Allemagne. En 1772, Sacchini s'installa à Londres où il vécut dix ans. C'est là qu'il rencontra Tommaso Traetta.
Poussé par des ennuis d'argent, il quitta l'Angleterre en 1781 et vint s'installer à Paris où ses opéras l'avaient déjà rendu célèbre, à la grande satisfaction du parti piccinniste, qui voyait en lui un rival possible de Gluck. Cela n'empêcha pas Sacchini d'être le musicien favori de Marie-Antoinette. Cette même année il est initié franc-maçon à la loge parisienne Saint-Jean du Contrat social .

## Œuvres
Sacchini a composé 45 opéras, 8 oratorios, de la musique sacrée (messes, motets, psaumes, cantates, arias...), 2 symphonies, de la musique de chambre.
- Alessandro nell'Indie, opéra en 3 actes, Venise, Teatro Sant' Angelo, 1763
- L'Olimpiade, ou le triomphe de l'amitié, opera seria, Padoue, juin 1763
- Lucio Vero, opéra en 3 actes, Naples, Teatro San Carlo, 4 novembre 1764
- La Contadina in corte, intermède en 2 actes, Rome, Teatro Valle, carnaval 1765 Contadina a corte
- I finti Eredi, Rome, Teatro Valle, 1765
- L'Isola d'Amore, Rome, Teatro Valle, carnaval 1766
- Armida, opéra en 3 actes, livret de  Giovanni de Gamerra, Milan, théâtre ducal, carnaval 1772
- Il Cid, opéra, livret de Giovanni Gualberto Bottarelli, Londres 1773
- Tamerlano, opera seria, livret de Giovanni Gualberto Bottarelli, Londres 1773
- L'Amore Soldato, opéra en 3 actes, livret d'Antonio Andrei, Fontainebleau, 5 mai 1778
- Renaud, opéra en 3 actes, livret de Simon-Joseph Pellegrin, 1783
- Chimène ou le Cid, opéra en 3 actes, livret de Nicolas-François Guillard, représenté pour la première fois à Fontainebleau, 1783
- Dardanus, tragédie lyrique en 3 actes, livret de Nicolas-François Guillard et C.-A. Leclerc de La Bruère, représentée pour la première fois à Trianon, Versailles, 18 septembre 1784
- Œdipe à Colone, opéra en 3 actes, livret de Nicolas-François Guillard, représenté à Versailles le 4 janvier 1786
- Arvire et Évélina, tragédie lyrique en 3 actes terminée par Jean-Baptiste Rey, livret de Nicolas-François Guillard, représentée pour la première fois à l'Académie royale de musique le 29 avril 1788

## Enregistrements
- Six trios pour 2 violons et basse op. 1 - Trio Stauffer (16-18 juillet 1996, Agorá) (OCLC 52002791) — premier enregistrement mondial
- Œdipe à Colone - Manon Feubel, soprano (Antigone) ; Fabrice Mantegna (Polynice) et Daniel Galvez-Valejo (Thésée), ténors ; Sviatoslav Smirnof, basse (Œdipe) ; Chœur et orchestre de La Camérata de Bourgogne, dir. Jean-Paul Penin (Dijon 2004, 2CD Dynamic CDS 494) (OCLC 314927142) — premier enregistrement mondial
- Œdipe à Colone - Nathalie Paulin et Kirsten Blaise, sopranos ; Robert Getchell et Tony Boutté, ténors ; Franc̜ois Loup, basse ; Chœur et orchestre de l'Opera Lafayette, dir. Ryan Brown (13-15 mai 2005, Naxos 8.660196/7) (OCLC 73725761)
- Renaud - Marie Kalinine (Armide), Julie Fuchs (Mélisse), Julien Dran (Renaud), Jean-Sébastien Bou (Hidraot) ; Les chantres du Centre de musique baroque de Versailles ; Les Talens Lyriques, dir. Christophe Rousset (21-22 octobre 2012, Ediciones Singulares ES 1012) (OCLC 929128076)